# Dianous
Dianous ist eine Gattung der Käfer aus der Familie der Kurzflügler (Staphylinidae) innerhalb der Unterfamilie Steninae. Sie kommt in Europa nur mit Dianous coerulescens vor, welcher auch in Mitteleuropa heimisch ist.

## Merkmale
Die Käfer ähneln der Gattung Stenus sehr, unterscheiden sich von den meisten Arten der Gattung Stenus jedoch durch lange Borstenhaare am letzten Abdominalsegment. Wesentliches Merkmal zur Trennung zwischen Dianous und Stenus ist der Bau und die Funktionsfähigkeit des Fanglabiums. So können Stenus dieses Labium sehr weit ausstülpen, was Dianous Arten nicht oder nur kaum möglich ist. Zudem besitzen Dianous lediglich rudimentäre Klebepolster am Ende des Fanglabiums. Neuere genetische Untersuchungen deuten jedoch darauf hin, dass dies ein sekundärer Merkmalsverlust ist und es sich bei Dianous um speziell an ihren semiaquatischen Lebensraum angepasste Vertreter von Stenus handelt.

## Vorkommen und Lebensweise

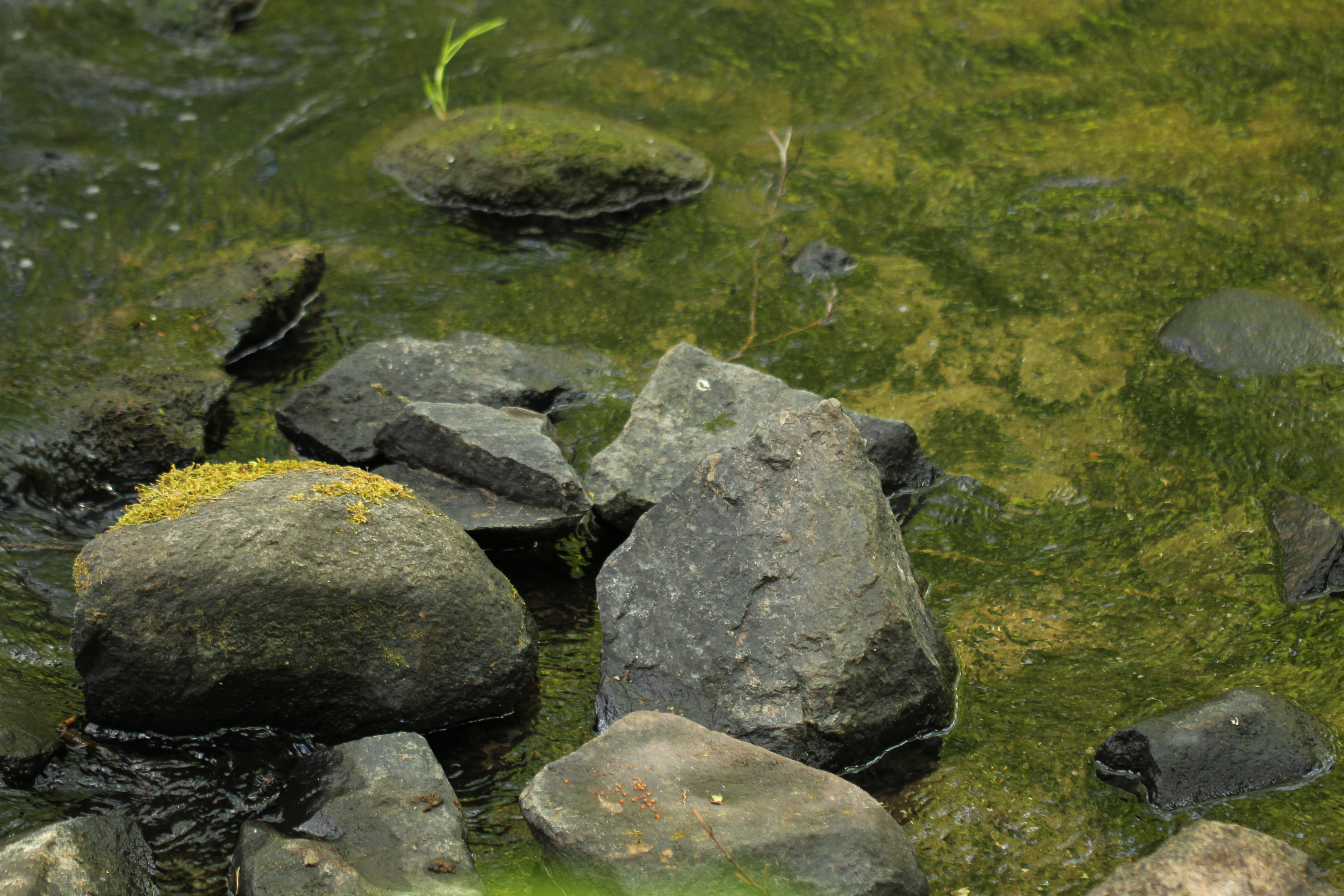
Lebensraum von Dianous coerulescens

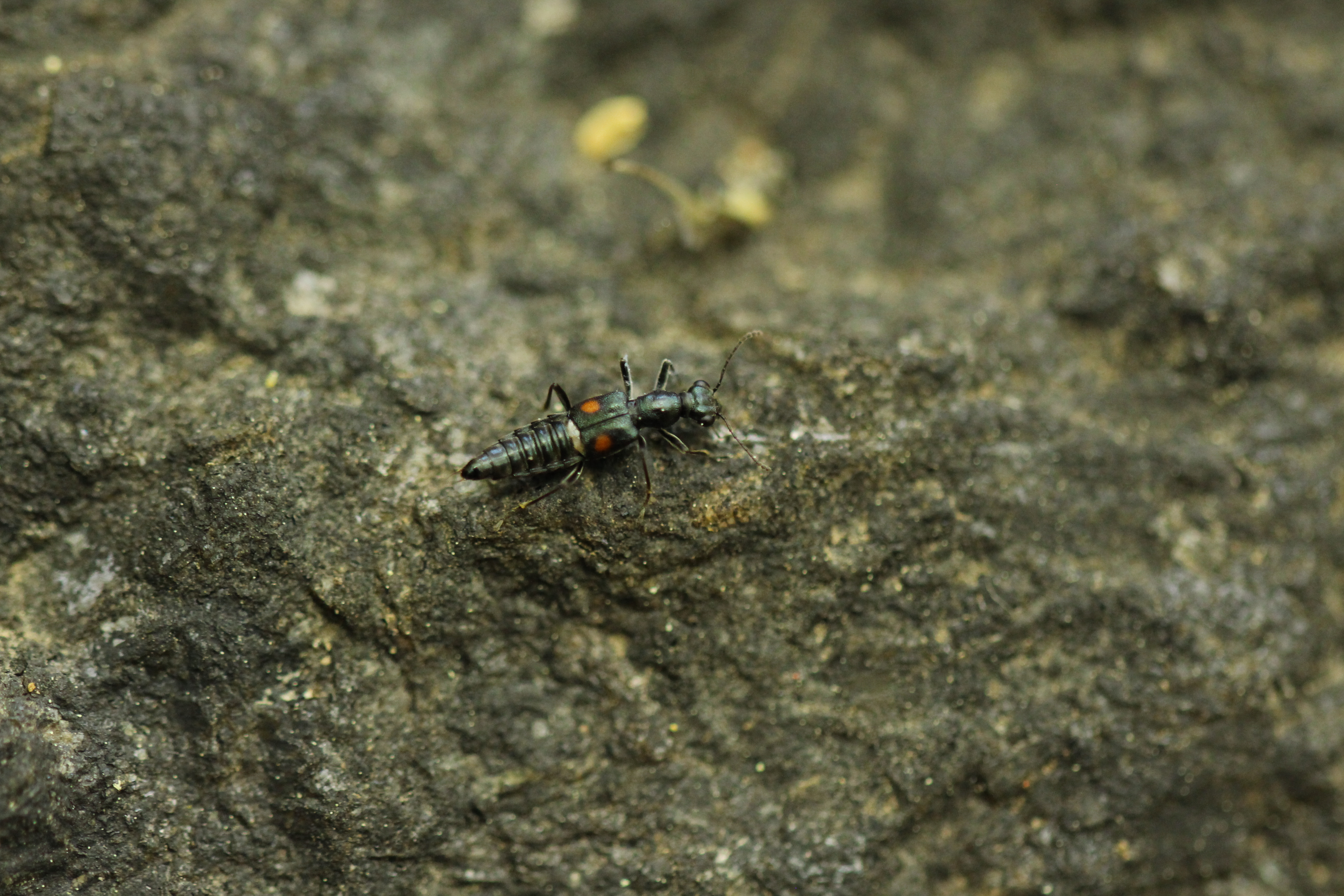
Dianous coerulescens

Dianous kommen in der gesamten Paläarktis, der Orientalis und mit zwei Arten auch in der Nearktis vor. Die Tiere leben in der Spritzwasserzone von Gewässern, wie z. B. an Wasserfällen. 

## Arten (Europa)
- Dianous coerulescens (Gyllenhal, 1810)